# Betty Compton
Betty Compton (ur. 13 maja 1904 w Sandown, zm. 12 lipca 1944 w Nowym Jorku) – brytyjska aktorka teatralna i filmowa, a także wokalistka.
Była czterokrotnie zamężna, jej czwartym mężem w 1933 został burmistrz Nowego Jorku Jimmy Walker, którego poślubiła w Cannes. Jako aktorka teatralna występowała wielokrotnie na Broadwayu, była związana z cyklem produkcji rewiowych pod nazwą Ziegfeld Follies. Należała do oryginalnej obsady musicalu Funny Face z 1926 (obok Freda Astaire i Adele Astaire), a także  musicalu Oh, Kay! z 1926. Zagrała również główną rolę w filmie Too Many Millions (1934). Zmarła na raka sutka. Wyróżniona gwiazdą na Hollywood Walk of Fame.